# Список подводных лодок ВМС Албании

В 1958-1961 годах в заливе Влёра, Албания, базировалась 40-я отдельная бригада подводных лодок ВМФ СССР. При покидании базы по решению Главного командования ВМФ СССР подводные лодки были оставлены экипажами в пункте базирования и, в последующем, включены в состав ВМС Албании, с привлечением специалистов из КНР для технического обеспечения.

## Подводные лодки ВМС Албании
[уточнить]
| Тактический номер           | Наименование                | В составе флота             | Выведена из состава флота             | Состояние                                                                               | Примечания                  |
| подводные лодки проекта 613 | подводные лодки проекта 613 | подводные лодки проекта 613 | подводные лодки проекта 613           | подводные лодки проекта 613                                                             | подводные лодки проекта 613 |
| --------------------------- | --------------------------- | --------------------------- | ------------------------------------- | --------------------------------------------------------------------------------------- | --------------------------- |
| 331                         | «Туфа́ни» «Tufani»           | нет данных 1961 года        | нет данных 1991 года предположительно | разобрана на метал                                                                      | бывшая С-241                |
| 332                         | «Ветати́ма» «Vetëtima»       | нет данных 1961 года        | нет данных 1991 года предположительно | разобрана на метал                                                                      | бывшая С-242                |
| 333                         | «Стухи́а» «Stuhia»           | нет данных 1961 года        | нет данных 1995 года                  | в 2009 году заключена предварительная договорённость о продаже в качестве музея в Прагу | бывшая С-358                |
| 334                         | «Руфе́я» «Rrufeja»           | нет данных 1961 года        | нет данных 1991 года предположительно | разобрана на метал                                                                      | бывшая С-360                |